# Virbo säteri
Virbo säteri i Misterhults socken, Kalmar län, som är känt från Gustav Vasas tid, är en av de många egendomar som tillhört ätten Hammarskjöld. Gården förlänades 1607 till ättens stamfader Per Mikaelsson, som adlades Hammarskjöld 1610. Gården förblev i den släktens ägo i sex led.
Per Mikaelsson Hammarskjöld förvärvade 1627 även Virkvarn. Vid hans frånfälle 1646 övertogs säteriet av änkan Kristina Stierna, som 1652 efterträddes av äldste sonen överste Per Persson Hammarskjöld, senare landshövding i Kalmar. År 1671 tog dennes dotter Vendela Hammarskjöld, gift Reutercrantz och senare Rålamb, gården i arv. Hon miste den genom reduktionen 1681 men lyckades återfå den genom byte och innehade den sedan till sin död 1729. 
Huvudbyggnaden på Virbo uppfördes antagligen på nuvarande plats i början av 1600-talet, men brann ner till grunden 1679. Friherrinnan Vendela Hammarskjöld-Rålamb lät 1680-81 uppföra ett nytt Corps de logi där det nedbrunna huset stått. De stora flyglarna, som innehöll bagarstuga och bostäder till drängar, uppfördes 1773, och den stora statkarlslängan uppfördes ungefär samtidigt. De två fatburerna i rött timmer som flankerar huvudbyggnaden uppfördes femtio år senare, på 1820-talet.
Efter Vendelas död tillföll egendomen hennes kusin major Lars Hammarskjöld, som 1753 följdes av överste Åke Hammarskjöld. Denne testamenterade gården till sin brorson hovjägmästare Michael Hammarskjöld, som innehade Virbo från 1765 till 1802. Då tillträdde kapten Pär Hammarskjöld och brodern ryttmästare Carl Reinhold Hammarskjöld, mellan vilka besittningarna 1814 delades så att den förre övertog utgården Virkvarn och den senare blev ägare till själva säteriet. Ryttmästarens dotter Vendela Theofilia blev gift med kommendörkapten Carl Fredrik Löwenborg, och 1884-98 ägdes Virbo av dennes dödsbo. 
Gården övertogs därefter av major Anton Mauritz Nordenskjöld (gift med Carl Reinhold Hammarskjölds dotter Teofilia Vilhelmina) och kommendörkapten Otto Reinhold Nordenskjöld (gift med Carl Fredrik Löwenborgs dotter Edla Vendela). Den förre blev ensam ägare 1902. Hans änka överlämnade gårdens skötsel åt sonen godsägare Nils Bertil Nordenskjöld.